# Liana Liberato
Liana Daine Liberato (ur. 20 sierpnia 1995 w Galveston) – amerykańska aktorka, która wystąpiła m.in. w filmie Nowicjat i serialu Lekkie jak piórko.

## Filmografia

### Filmy
| Rok  | Tytuł                     | Rola                     | Uwagi       |
| ---- | ------------------------- | ------------------------ | ----------- |
| 2007 | Ostatni zjadacz grzechu   | Cadi Forbes              |             |
| 2007 | Safe Harbour              | Philippa „Pip” MacKenzie | film DVD    |
| 2010 | Pożegnanie z niewinnością | Annie Cameron            |             |
| 2011 | Anatomia strachu          | Avery Miller             |             |
| 2012 | Wrobiony                  | Amy Logan                |             |
| 2012 | Bez miłości ani słowa     | Kate                     |             |
| 2013 | Jake Squared              | młoda Joanne             |             |
| 2013 | Free Ride                 | MJ                       |             |
| 2013 | Haunt                     | Samantha Richards        |             |
| 2014 | Zostań, jeśli kochasz     | Kim Schein               |             |
| 2014 | Dla ciebie wszystko       | młoda Amanda Collier     |             |
| 2016 | Dear Eleanor              | Ellie Potter             |             |
| 2017 | Nowicjat                  | siostra Emily            |             |
| 2017 | Aż do kości               | Kelly                    |             |
| 2017 | 1 Mile to You             | Henny                    |             |
| 2018 | Measure of a Man          | Michelle Marks           |             |
| 2018 | Banana Split              | Clara                    |             |
| 2019 | Do gwiazd                 | Maggie Richmond          |             |
| 2019 | Dom na plaży              | Emily                    |             |
| 2020 | Bite the Hand             | Janet Leigh              | krótkometr. |
| 2022 | Dig                       | Lola                     |             |
| 2023 | Krzyk VI                  | Carly                    |             |
| 2023 | Hidden Exposure           | Sabina Geshem            |             |
| 2023 | Zatrzymać morderstwo      | Tiffany Clark            |             |

### Telewizja
| Rok     | Tytuł                         | Rola                           | Uwagi          |
| ------- | ----------------------------- | ------------------------------ | -------------- |
| 2005    | The Inside                    | Dina Presley                   | 1 odc.         |
| 2005    | Dowody zbrodni                | Charlotte Jones w 1963         | 1 odc.         |
| 2005    | CSI: Kryminalne zagadki Miami | Amy Manning                    | 1 odc.         |
| 2008    | Dr House                      | Jane                           | 1 odc.         |
| 2008–09 | Synowie Anarchii              | Tristen Oswald                 | 2 odc.         |
| 2012    | Paradise Drive                | Liana                          | 1 odc.         |
| 2018–19 | Lekkie jak piórko             | McKenna Brady / Jennifer Brady | w gł. obsadzie |
| 2022    | A Million Little Things       | Kai                            | 2 odc.         |
| 2023    | Based on a True Story         | Tory Thompson                  | 4 odc.         |